# SS President
SS President fue un transatlántico de pasajeros británico que era el barco más grande del mundo cuando entró en servicio en 1840, y el primer barco de vapor que se hundió en el recorrido transatlántico cuando se perdió en el mar con las 136 personas a bordo en marzo en 1841. Fue el barco de pasajeros más grande del mundo desde 1840 hasta 1841. El propietario del barco, la British and American Steam Navigation Company, desapareció como consecuencia del naufragio.

## Historial de servicio

Dibujo del SS President.

El viaje inaugural del President en agosto de 1840 duró 16,5 días y promedió sólo 8,4 nudos (15,6 km/h) en comparación con el récord de entonces de 9,52 nudos (17,63 km/h) registrado por el Great Western. Bajo el mando de Robert J. Fayrer, el President dejó Liverpool con pocos pasajeros porque tanto el Great Western como el Acadia de Cunard Line zarparon la semana anterior. Su viaje de regreso también promedió sólo 8,4 nudos (15,6 km/h) en comparación con el récord del Great Western hacia el este de 10,17 nudos (18,83 km/h).  El capitán del President fue culpado por el mal desempeño y reemplazado por Michael Macarthy Keane. Sin embargo, sus tiempos no fueron mejores en su segundo viaje de ida y vuelta. Al salir de la ciudad de Nueva York, el President sólo pudo completar 300 millas en cuatro días y regresó al Hudson para repostar. A su llegada a Liverpool, su viaje de diciembre fue cancelado y fue reacondicionado. Nuevamente su capitán fue reemplazado.

### Hundimiento

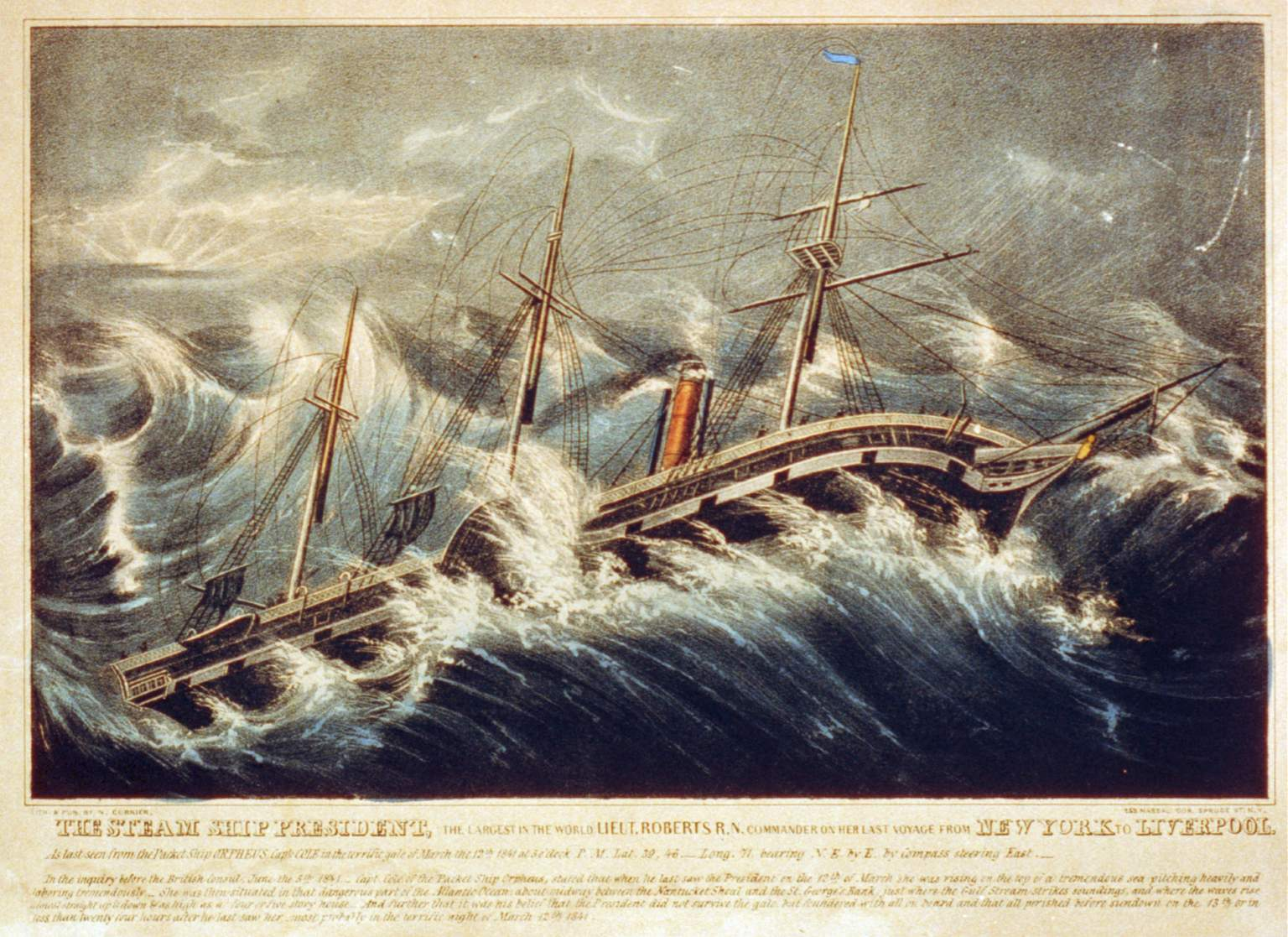
El último avistamiento del SS President en medio de un vendaval. La leyenda de la impresión en color que muestra el barco en la tormenta dice lo siguiente: "EL PRESIDENTE DEL BARCO DE VAPOR, el más grande del mundo, LIEUT. ROBERTS, RN Comandante de su último viaje de NUEVA YORK a LIVERPOOL. Visto por última vez desde el Paquete Barco ORPHEUS, Capitán Cole, en el terrible vendaval del 12 de marzo de 1841 a las 3 pm Lat. 39, 46___Long. 71 rumbo NE por E. con brújula rumbo Este.___"

Partiendo de Liverpool en febrero, bajo el mando del capitán Richard Roberts, el tercer viaje del President hacia el oeste a Nueva York duró 21 días. Zarpó para su viaje de regreso el 11 de marzo de 1841 con 136 pasajeros y tripulación junto con un extenso manifiesto de carga. El SS President se encontró con un vendaval y fue vista en su segundo día navegando en mares agitados en la peligrosa zona entre Nantucket Shoals y Banco Georges. No se le volvió a ver. Entre los pasajeros se encontraba el reverendo George Grimston Cookman, que había sido capellán del Senado, y el popular actor cómico irlandés Tyrone Power, bisabuelo de la estrella de cine del mismo nombre. La última guardia de muerte del barco se prolongó durante meses. La reina Victoria pidió que le enviaran un mensajero especial si había noticias sobre el barco.
"En la investigación ante el cónsul británico el 5 de junio de 1841, el Capitán Cole del barco de carga Orpheus, declaró que la última vez que vio al President, el President estaba elevándose sobre la cima de un mar tremendo, cabeceando pesadamente y trabajando tremendamente. Entonces estaba situada en ese peligroso parte del Océano Atlántico aproximadamente a medio camino entre Nantucket Shoal y St. George's Bank, justo donde la Corriente del Golfo golpea los sondeos, y donde las olas se elevan hacia arriba y hacia abajo y tan altas como una casa de cuatro o cinco pisos. Y además que era su creencia de que el President no sobrevivió al vendaval, sino que se hundió con todos a bordo y que todos perecieron antes de la puesta del sol del día 13 o en menos de veinticuatro horas después de que la vio por última vez, muy probablemente en la terrible noche del 12 de marzo de 1841. "